# Тинівка аравійська
Тинівка аравійська (Prunella fagani) — вид горобцеподібних птахів родини тинівкових (Prunellidae).

## Поширення
Ендемік Ємену. Трапляється у гірській місцевості на заході країни. Мешкає на високогірних луках серед чагарників.